# Inculturação
Inculturação é a influência recíproca entre o cristianismo e as culturas dos países onde a fé cristã é praticada.

## Etimologia

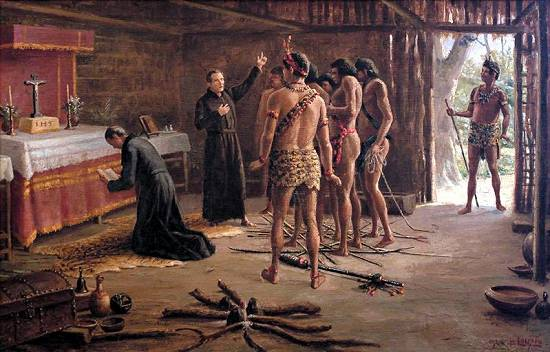
"Anchieta e Nóbrega na cabana de Pindobuçu", pintura de Benedito Calixto de 1927. A pregação de jesuítas como José de Anchieta no Brasil foi um exemplo de inculturação, pois os jesuítas, para melhor ensinar a doutrina cristã aos nativos, se utilizaram de elementos da cultura indígena.

O termo latino inculturatio foi criado em 1974, no documento de 32ª Congregação Geral da Companhia de Jesus, e expressava o desejo dos jesuítas indianos de criar um jeito indiano de praticar o cristianismo.
Nas palavras de Pedro Arrupe, superior da Companhia de Jesus em 1978:

A inculturação é a encarnação da vida e da mensagem cristãs em uma área cultural concreta, de modo que não somente esta experiência se exprima com os elementos próprios da cultura em questão (o que ainda não seria senão uma adaptação), mas que esta mesma experiência se transforme em um princípio de inspiração, a um tempo norma e força de unificação, que transforma e recria esta cultura, encontrando-se assim na origem de uma "nova criação".
Em 1979, o Papa João Paulo II, para quem o termo o termo "inculturação" exprimiria muito bem uma das componentes do grande mistério da "Encarnação", afirmou que:

A catequese tem de procurar conhecer essas culturas e as suas componentes essenciais; ela deve apreender as suas expressões mais significativas; e deve também saber respeitar os seus valores e riquezas próprias. É deste modo que ela poderá propor a tais culturas o conhecimento do mistério escondido e ajudá-las a que façam surgir da sua própria tradição viva expressões originais de vida, de celebração e de pensamento cristãos.